# Chante la Révolution
 (avril 2018).
Si vous disposez d'ouvrages ou d'articles de référence ou si vous connaissez des sites web de qualité traitant du thème abordé ici, merci de compléter l'article en donnant les références utiles à sa vérifiabilité et en les liant à la section « Notes et références ».
Albums de Marc Ogeret
Nous ferons se lever le jour
(1987) Témoignage
(1988)
Chante la Révolution est un album studio de Marc Ogeret sorti en 1988.

## Titres
| No  | Titre                                                             | Auteur                  | Durée |
| --- | ----------------------------------------------------------------- | ----------------------- | ----- |
| 1.  | L'Orage (ou Il pleut, il pleut, bergère)                          | Fabre d'Églantine, 1780 |       |
| 2.  | La Prise de la Bastille                                           |                         |       |
| 3.  | Siège et prise de la Bastille                                     |                         |       |
| 4.  | La Prise du gouverneur De Launay                                  | Berthier - Marc Ogeret  |       |
| 5.  | Réjouissance après la victoire (1789)                             |                         |       |
| 6.  | Not'bon roi s'plaît-à Paris                                       |                         |       |
| 7.  | Allons Français au Champ de Mars (1790)                           |                         |       |
| 8.  | Aux bons citoyens (1790)                                          |                         |       |
| 9.  | Le Tombeau des aristocrates                                       |                         |       |
| 10. | Ça ira (1re version)                                              | Ladré-Bécourt, 1790     |       |
| 11. | L'Aristocratie en déroute                                         |                         |       |
| 12. | Le Bonnet de la liberté (1792)                                    |                         |       |
| 13. | La Carmagnole (1792)                                              |                         |       |
| 14. | Vous savez que je fus roi (Sur l'air de Quand la mer Rouge parut) |                         |       |
| 15. | Complainte de Louis XVI aux Français (1792)                       |                         |       |
| 16. | Mort de Louis Capet                                               |                         |       |
| 17. | Les Sans-culottes                                                 |                         |       |
| 18. | La Mort de Marat                                                  |                         |       |
| 19. | La Guillotine permanente                                          |                         |       |
| 20. | La Liberté des nègres                                             | P.-A.-A. de Piis, 1794  |       |

## Fiche technique
- Percussions : Didier Sutton et Jean-Marc Lajudie
- Trompette : Koko Besso - Franck Pulcini
- Trombone et  accordéon : Alex erdigon
- Cor solo : Jacques Peillon
- Violon solo : Constantin Bobesco
- Violon : Claire Charlier
- Alto : Christophe Gaugu
- Violoncelle solo : Jean-Philippe Audin
- Claviers (piano, synthétiseur, accordéon) : Patrice Peyrieras
- Piano : Alain Mayeras
- Tambours : Didier Sutton et Jean-Marc Lajudie
- Assistanat : Laurence Jalinaud, Philippe Dutheil

- Arrangements et directions d'orchestre : Patrice Peyrieras
- Réalisation mixage : Patrice Peyrieras, studio Corydalis, Limoges, janvier 1988
- Réalisation des tambours[Quoi ?] : Didier Sutton
- Recherches historiques : ROMI
- Photo : Christian Masson
- Conception pochette : Marc Morand
- Studio graphique : Banzaï, Montpellier